# Zeche Fortuna (Witten)
Die Zeche Fortuna im Wittener Stadtteil Herbede (Ortsteil Bommerholz-Muttental) ist ein ehemaliges Steinkohlenbergwerk in Nordrhein-Westfalen. Die Zeche ist aus einer betriebswirtschaftlichen Zusammenlegung der beiden Zechen Fortuna ins Osten und Fortuna ins Westen entstanden. Teile des Bergwerks sind heute Bestandteil des Bergbauwanderweges Muttental.

## Geschichte

### Fortuna ins Osten
Am 5. September des Jahres 1742 erfolgte die Verleihung eines Längenfeldes östlich vom Muttenbach für den Abbau im Flöz Geitling. Verliehen wurde das Längenfeld Fortuna ins Osten an Gerhard Peter Mercklingshaus. Das Feld hatte die Abmessung von einer Fundgrube und zwölf Maaßen in Richtung Osten. Im Jahr 1756 war das Bergwerk nachweislich in Betrieb, der Förderstollen befand sich im Flöz Mausegatt im Muttental. Das Bergwerk wurde zunächst jahrelang mit der Zeche Fortuna ins Westen gemeinsam betrieben. Im Jahr 1764 wurden die Zeche als Fortuna ins Osten vermessen. Am 27. Februar des Jahres 1771 waren als Gewerken die Geschwister Mercklinghaus und die Erbgenahmen Oberste Frielinghaus in den Unterlagen vermerkt. Die Gewerken besaßen unterschiedlich hohe Anzahlen an Kuxen. Die Rezeßgelder wurden bezahlt. Im Jahr 1787 erfolgte der Eintrag in das Kartenwerk von Niemeyer, das Bergwerk befand sich nördlich der Rauendahlstraße im Wald. Mindestens ab dem Jahr 1796 war das Bergwerk außer Betrieb. Da der St. Johannes Erbstollen im Jahr 1826 mittlerweile das Flöz Fortuna erreicht hatte, beabsichtigten die Gewerken, so bald wie möglich wieder Kohlen abzubauen. Nach der Lösung durch den St Johannes Erbstollen wurde das Bergwerk im Jahr 1827 wieder in Betrieb genommen. Im Jahr 1847 wurde gemeinsam mit der Zeche Jupiter der seigere Schacht Juno bis zur St. Johannes Erbstollensohle geteuft. Der Schacht wurde auch Schacht Jonas genannt und wurde zeitweise auch für die Förderung der Zechen Jupiter und Glückstern genutzt. Nach dem Jahr 1847 erfolgte die Lösung durch den Bommerbänker Erbstollen. In den Jahren 1848 und 1850 wurde die Zeche in Fristen gelegt. Ab dem Jahr 1855 wurde die Zeche zusammen mit der Zeche Fortuna ins Westen zusammengelegt und umbenannt in Zeche Fortuna.

### Fortuna ins Westen
Die Zeche Fortuna ins Westen (51° 24′ 40,4″ N, 7° 18′ 28,6″ O) wurde im Volksmund auch Dröge Köttel genannt. Am 3. Januar 1742 erfolgte die Verleihung eines Längenfeldes westlich vom Muttenbach für den Abbau im Flöz Geitling. Belehnt mit dem Grubenfeld wurden die Witwe Merklinghaus und der Bauer Johann Diedrich Oberste Frielinghaus. Das Feld hatte die Abmessung von 25 Maaßen in Richtung Westen. Ab dem Jahr 1756 wurde dann das Bergwerk im Muttental betrieben. Das Bergwerk wurde zunächst mehrere Jahre mit der Zeche Fortuna ins Osten gemeinsam betrieben. Da das Bergwerk aufgrund seiner Lage im Tal sehr abgelegen war, war der übertägige Abtransport der geförderten Kohlen mit großen Schwierigkeiten verbunden. Aus diesem Grund wurde das westliche Baufeld häufig nicht betrieben und lag still. Im Jahr 1763 genehmigte das Bergamt eine Senkung des Kohlenpreises für die auf dem Bergwerk geförderten Kohlen. Im Jahr 1764 wurde die Zeche als Fortuna ins Westen vermessen. Am 27. Februar des Jahres 1771 waren als Gewerken die Geschwister Mercklinghaus und die Erbgenahmen Oberste Frielinghaus in den Unterlagen vermerkt. Die Gewerken besaßen unterschiedlich hohe Anzahlen an Kuxen. Die Rezeßgelder wurden bezahlt. Die Gewerken beabsichtigten zu diesem Zeitpunkt, die beiden Betriebsteile als eigenständige Bergwerke als Fortuna ins Westen und Fortuna ins Westen zu führen. Johann Peter Mercklinghaus wollte anschließend die restlichen beliehenen Maaßen erneut vermessen zu lassen.
Im Jahr 1787 erfolgte der Eintrag in das Kartenwerk von Niemeyer, das Bergwerk befand sich an der Berghauserstraße. Spätestens ab dem Jahr 1796 war das Bergwerk außer Betrieb. Ab April 1827 wurde das Bergwerk wieder in Betrieb genommen und es wurde auf der Wilhelmshöhe der seigere Schacht Aurora geteuft. Der Schacht befand sich an der Rauendahlstraße 300 Meter östlich von der Einmündung der Berghauser Straße und wurde auch Große Fortuna genannt. Der Antrieb der Förderung erfolgte über einen Pferdegöpel. Die Teufe betrug 100 Meter und reichte bis zum St. Johannes Erbstollen, für den der Göpel ebenfalls genutzt wurde. Mit dem Schacht konnten auch die unterhalb liegenden Flöze Josephine und Beatiudo erreicht werden. Im Jahr 1828 wurde über den Schacht Aurora mit dem Tiefbau und mit dem Teufen von Schacht August begonnen. Im Jahr 1830 waren die Schächte August und Aurora in Betrieb, 1835 auch die dritte Sohle im Schacht Aurora. In den Jahren 1830 bis 1831 wurden auf dem Gelände von Schacht Aurora ein Göpelhaus und ein Zechenhaus gebaut. Die für den Betrieb des Göpels erforderlichen Pferde wurden vom Göpeltreiber H. G. Herberholz gestellt. Im Jahr 1837 wurde ein neuer Stall für die Pferde gebaut. Im Jahr 1840 waren die Schächte Friedrich und Aurora in Betrieb. In diesem Jahr wurde ein neuer und verbesserter Göpelkorb montiert. Geliefert wurde dieser Göpelkorb vom Unternehmer Klingholz. Nach 1847 erfolgte die Lösung durch den Bommerbänker Erbstollen. In den Jahren 1848 und 1850 wurde das Bergwerk in Fristen gesetzt. 1852 wurde im Göpelschacht Aurora aus einer Teufe von 108 Metern die Förderung für den St. Johannes Erbstollen und für die Zeche Frielinghaus getätigt. Ab 1855 wurde die Zeche zusammen mit der Zeche Fortuna ins Osten zusammengelegt und in Zeche Fortuna umbenannt.

### Fortuna
Im Jahr 1855 waren die Schächte Aurora und Juno in Betrieb. Beginnend ab diesem Jahr wurden die bisher separat genannten Zechen Fortuna ins Osten und Fortuna ins Westen, nachdem schon die Förderung und Belegschaft gemeinsam gezählt wurde, auch überwiegend gemeinsam genannt. Das Bergwerk gehörte zu diesem Zeitpunkt zum Märkischen Bergamtsbezirk und dort zum Geschworenenrevier Hardenstein. Es wurde in diesem Jahr sowohl auf den Zechen Fortuna ins Osten mit Schacht Juno als auch Fortuna ins Westen mit Schacht Aurora in Fristen gearbeitet. Im Jahr 1856 wurde der Schacht Juno bis zur St. Johannes Erbstollensohle tiefer geteuft und ein Pferdegöpel errichtet. Der errichtete Pferdegöpel war zuvor am Schacht Friedrich demontiert worden und hier am Schacht Juno auf ein neues Fundament montiert worden. Gegen Ende desselben Jahres wurde der Schacht bis zur Erbstollensohle fertiggestellt. Der Schacht hatte drei Trume, die beiden äußeren wurden für die Schachtförderung genutzt und das mittlere Trum diente als Fahrtrum.
1860 wurde das Baufeld Fortuna ins Westen wieder in Betrieb genommen. Am 20. Mai 1862 erfolgte die Konsolidation zur Zeche Vereinigte Bommerbänker Tiefbau unter der St. Johannes Erbstollensohle. Im Jahr 1863 erneute Inbetriebnahme des Baufeldes Fortuna ins Osten, hier wurde 1875 in Fristen gearbeitet. Im Jahr 1876 förderte das Baufeld Fortuna ins Westen über den Förderschacht Glückstern. Im darauffolgenden Jahr wurde die Förderung im Schacht Aurora eingestellt. Das Baufeld Fortuna ins Westen war zwar in Betrieb, es wurden jedoch keine Kohlen gefördert. Im Jahr 1882 wurde das Baufeld Fortuna ins Osten wieder in Betrieb genommen. Im Jahr 1884 wurde die Förderung auf dem Baufeld Fortuna ins Osten eingestellt. Der Betrieb des Schachtes Juno wurde noch im selben Jahr endgültig eingestellt. Im Baufeld Fortuna wurden nur noch Unterhaltungsarbeiten getätigt, 1889 wurden dann beide Baufelder stillgelegt. Im Jahr 1922 wurde das Grubenfeld Fortuna ins Westen mit einem Stollen wieder in Betrieb genommen. Am 31. Oktober 1925 wurde Fortuna ins Westen erneut stillgelegt und am 25. Februar des darauffolgenden Jahres wurde das Grubenfeld an die Zeche Vereinigte Hermann verpachtet. Am 29. Februar 1928 wurde der Pachtvertrag nach der Stilllegung der Zeche Hermann wieder aufgelöst. Im Jahr 1934 wurde in der Berechtsame durch die Zeche Jupiter mit dem Abbau begonnen. 1951 wurde die Zeche Fortuna als Kleinzeche Fortuna wieder in Betrieb genommen.

### Förderung und Belegschaft
Obwohl beide Zechen getrennte Gewerkschaften und Betriebe waren, wurden Förderung und Belegschaft gemeinsam gezählt. Die ersten bekannten Förder- und Belegschaftszahlen der Bergwerke stammen aus dem Jahr 1830, damals wurden mit 18 Bergleuten 2818 Tonnen Steinkohle gefördert. 1835 förderten 24 Bergleute bereits 64.693 Scheffel Steinkohle. Im Jahr 1840 waren 29 Beschäftigte auf dem Bergwerk, die 18.444 preußische Tonnen Steinkohle förderten. Im Jahr 1845 wurden 86.592 Scheffel Steinkohle gefördert, die Belegschaftszahlen schwankten in diesem Jahr zwischen 12 und 38 Beschäftigten. Im Jahr 1847 wurden mit 32–47 Beschäftigten 133.604 Scheffel Steinkohle gefördert. Die ersten bekannten Förder- und Belegschaftszahlen des Bergwerks unter dem Namen Fortuna stammen aus dem Jahr 1867. In diesem Jahr war die Förderung auf rund 1100 Tonnen Steinkohle gesunken. Damals betrug die Belegschaftsstärke auf dem Bergwerk acht Mitarbeiter. Im Jahr 1869 wurden mit neun Beschäftigten 1279 Tonnen Steinkohle gefördert. 1874 sank die Förderung auf 1017 Tonnen Steinkohle, die Belegschaft sank auf acht Bergleute. Im Jahr 1876 wurden mit 20 Beschäftigten 98.220 Scheffel Steinkohle gefördert. 1882 waren auf dem Baufeld Fortuna ins Osten fünf Bergleute beschäftigt und es wurden 1093 Tonnen Steinkohle gefördert, zusätzlich waren auf dem Baufeld Fortuna ins Westen drei Bergleute beschäftigt. Im Jahr darauf wurden mit elf Bergleuten 2071 Tonnen Steinkohle gefördert. 1885 bis 1888 waren auf dem Bergwerk nur zwei Bergleute beschäftigt. Im Jahr 1923 wurden mit 17 Beschäftigten 908 Tonnen Steinkohle gefördert. Die letzten Förder- und Belegschaftszahlen des Bergwerks stammen aus dem Jahr 1925. In diesem Jahr waren 13 Mitarbeiter auf dem Bergwerk beschäftigt. Die Förderung betrug in diesem Jahr rund 2200 Tonnen Steinkohle.

## Nachfolgebetriebe

### Kleinzeche Fortuna
Die Kleinzeche Fortuna wurde in der Zeit vom 15. Februar bis zum 15. November 1951 im Muttental auf dem Grubenfeld der Zeche Fortuna betrieben. Besitzer dieser Kleinzeche waren W. Asbach & E. Kessler. Es wurden in den stehengebliebenen Tagessicherheitspfeilern Abbau betrieben, dabei wurden entsprechend dem Abbaufortschritt mehrere kleine Schächte geteuft. Der Nachfolgebetrieb dieser Kleinzeche war die Kleinzeche Fortuna ins Osten, möglicherweise sind beide Kleinzechen miteinander identisch. Im Jahr 1953 wurde die Berechtsame unter dem Namen Zeche Luckau wieder in Betrieb genommen. Mit diesen Kleinzechen wurde an mehreren Stellen im Muttental Nachlesebergbau betrieben.

### Kleinzeche Fortuna ins Osten
Am 15. November 1951 wurde diese Kleinzeche, die vermutlich mit dem Vorgängerbetrieb der Kleinzeche Fortuna identisch ist, in Betrieb genommen. Besitzer dieser Kleinzeche waren ebenfalls W. Asbach & E. Kessler. In diesem Jahr wurden 523 Tonnen Steinkohle gefördert. Am 30. April 1952 wurde die Kleinzeche Fortuna ins Osten stillgelegt. Im Jahr 1953 wurde die Berechtsame unter dem Namen Zeche Luckau wieder in Betrieb genommen.

### Luckau
Die Zeche Luckau in Vormholz war ebenfalls eine Kleinzeche im Muttental und ist aus der Kleinzeche Fortuna bzw. der Kleinzeche Fortuna ins Osten entstanden, Besitzer dieser Kleinzeche war Helmut Schönfeld. Das Bergwerk war vom März des Jahres 1953 bis zum 31. August desselben Jahres in Betrieb, in dieser Zeit wurden mit zwei Bergleuten 419 Tonnen Steinkohle gefördert. Am 19. August des Jahres 1955 wurde das Bergwerk knappschaftlich abgemeldet. Am 15. Februar des Jahres 1957 wurde die Zeche endgültig stillgelegt.

## Heutige Nutzung

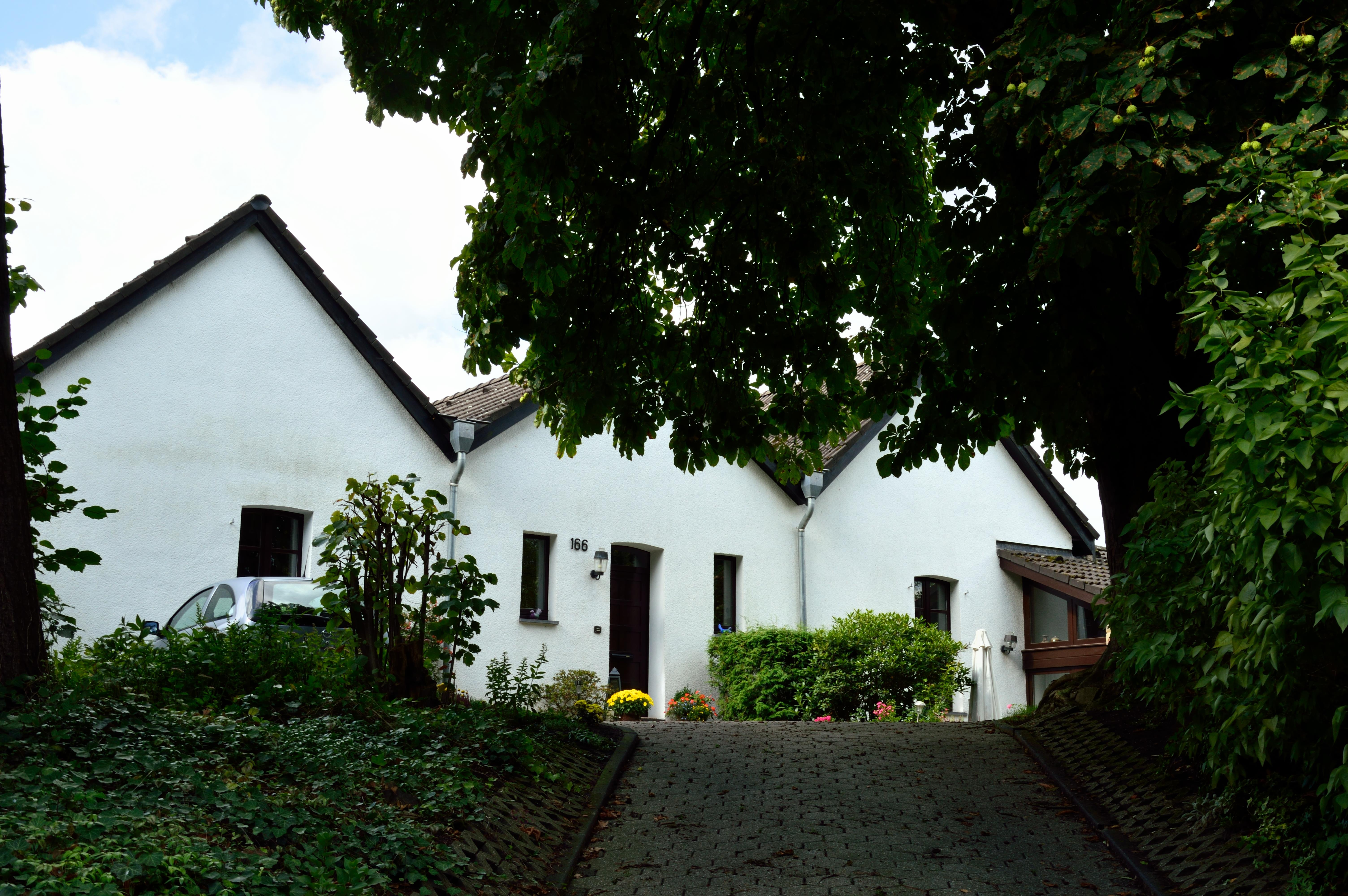
Zechenhaus Fortuna

Von der Zeche Fortuna ist nur das Zechenhaus Fortuna (51° 24′ 40,5″ N, 7° 18′ 28,8″ O) übriggeblieben. Dieses Zechenhaus wurde im Jahr 1830 als Ergänzung für den schon bestehenden Schacht Aurora erbaut. Mittlerweile wurde das Zechenhaus zu einem Wohnhaus umgebaut, es liegt an der Rauendahlstraße Nr. 166 zwischen der Berghauser Straße und der Muttentalstraße. Auf das Haus weist eine einige Meter neben dem Haus stehende Informationstafel des Fördervereins bergbauhistorischer Stätten Ruhrrevier hin.